# 卡莫甘蒂
卡莫甘蒂（西班牙語：Camogantí），是巴拿馬的城鎮，位於該國東部，由達連省的切皮加納區負責管轄，面積461平方公里，海拔高度32米，2010年人口282，人口密度每平方公里0.6人。